# Синьково (Дмитровский городской округ)

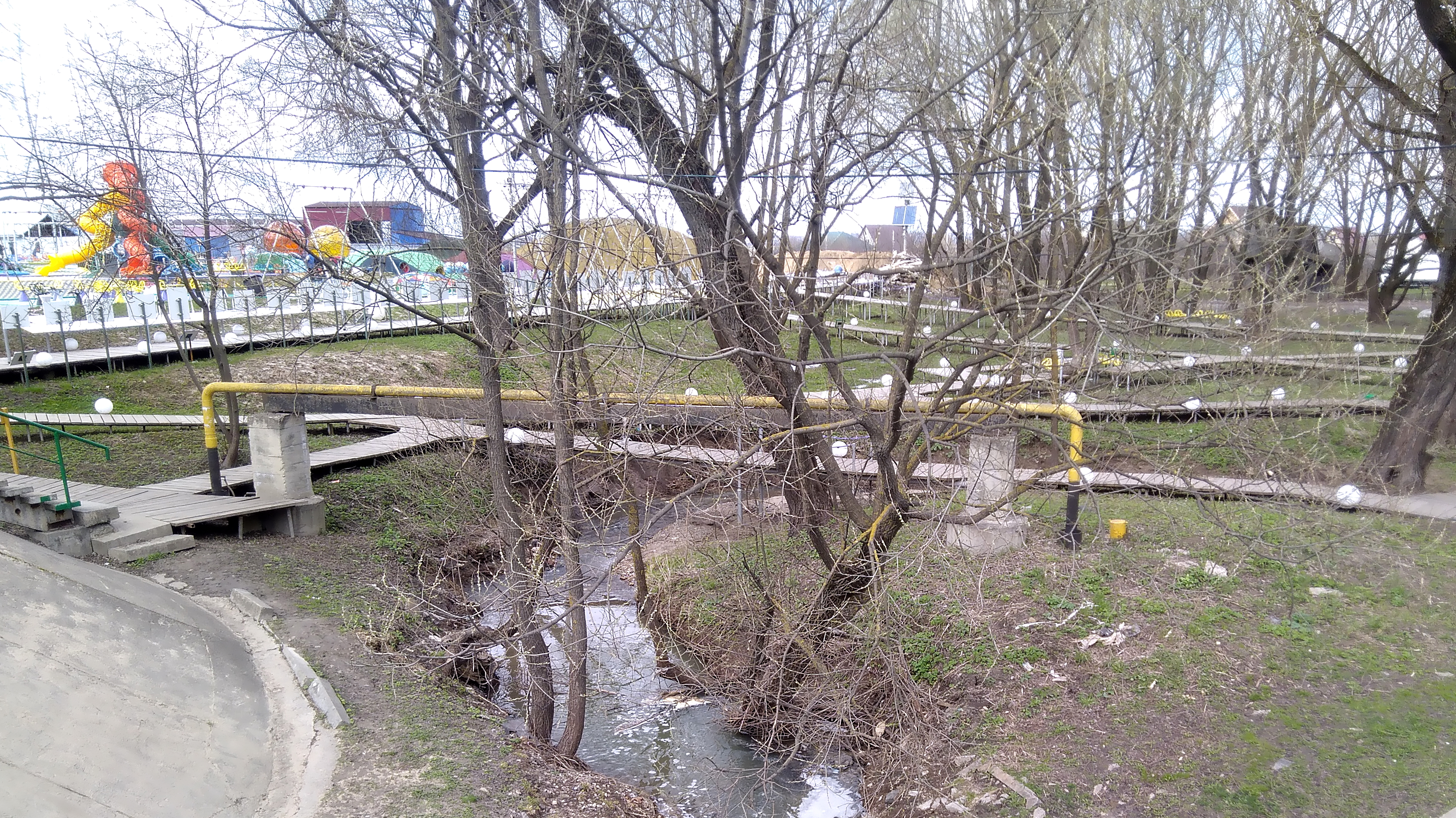
Варварка у пересечения с дорогой А108, близ фабрики Леко.

Синьково — село в Дмитровском районе Московской области, в составе сельского поселения Синьковское. Население — 261 чел. (2010). 
С 1918 по 1994 год Синьково входило в состав Синьковского сельсовета. До 2006 года в состав Синьковского сельского округа. 
В селе действует Ильинская церковь 1824 года постройки, работает фабрика спортивных изделий ЛЕКО.

## Расположение
Село расположено в западной части района, примерно в 13 км к западу от Дмитрова, высота центра над уровнем моря 180 м. На берегу речки Варварки, ранее впадающей в Яхрому. Сейчас впадает в Левый Нагорный канал системы орошения Яхромской поймы.
Ближайшие населённые пункты — примыкающее на востоке Новосиньково, Коргашино южнее и Хвостово в 1 км на запад. Через село проходит автодорога А108 (Московское большое кольцо).

## История
Название села, предположительно, произошло от личного имени (прозвища) первого жителя и основателя поселения: Синько.
Село Синьково Каменского стана было жаловано князем Василием Тёмным в 1436-1445 годах Троице-Сергиевому монастырю. На конец XVI века в Синьково в селе числилось 27 крестьянских дворов и 3 пустых. Был монастырский двор с хоромами и хозяйственными пристройками.
В селе известны с конца XVI века церкви: Никольская и Ильинская.
После секуляризационной реформе 1764 года село перешло в ведение Государственной коллегии экономии.
Центр Синьковской волости в составе Дмитровского уезда Московской губернии.
В 1914 году в Синьково организовывал госпиталь известный врач П. З. Коняров.
В 1950-х годах рядом началось строительство агрогородка (посёлка) Новосиньково. Впоследствии административный центр из села перемещается в посёлок Новосиньково.

## Население
| 2002 | 2006 | 2010 |
| ---- | ---- | ---- |
| 203  | ↘198 | ↗261 |

## Известные уроженцы, жители
В Синьково родился Николай Григорьевич Чванкин (13 декабря 1901 — 8 марта 1952) — советский педагог, директор, ректор Ярославского государственного педагогического института им. К. Д. Ушинского и других институтов.